# 372573 Pietromenga
372573 Pietromenga este o planetă minoră (asteroid) din centura de asteroizi. A fost descoperită pe 24 octombrie 2009 la Magasa de Mario Tonincelli⁠(d). 
Obiectul prezintă o orbită caracterizată de o semiaxă mare de 2,6603523237349 UAi, o excentricitate de 0,04, o înclinație de 21,1 ° în raport cu ecliptica.